# Ungartor
Ungartor, česky Uherská brána, je pozůstatek středověké brány městských hradeb Marcheggu v okrese Gänserndorf v Dolních Rakousích v severním Rakousku. Nachází se také na pravém břehu řeky Morava u slovensko-rakouských hranic v nížině Moravské pole.

## Historie a popis
Vojensko-strategické důvody přiměly krále Přemysla Otakara II. (1253–1278) založit v roce 1268 Marchegg, v tehdy bezprostřední blízkosti Uher. Na severozápadě Marcheggu byl vybudován hradní komplex s příkopem a padacím mostem a město bylo zabezpečeno městskými hradbami s bránami. Tedy ve 13. století byla postavena gotická brána Ungartor na východě města. Je to jediná městská brána, u které byla postavena kulatá věž zleva. Zajímavé je okno se špičatou klenbou na vnitřní straně, které patří k nejstarším oknům svého druhu v Rakousku, gotické výklenky na vnější straně, stejně jako kamenné otvory pro padací mříž. Architektonické detaily brány se podobají architektuře českých královských hradů Písek a Zvíkov.

## Galerie

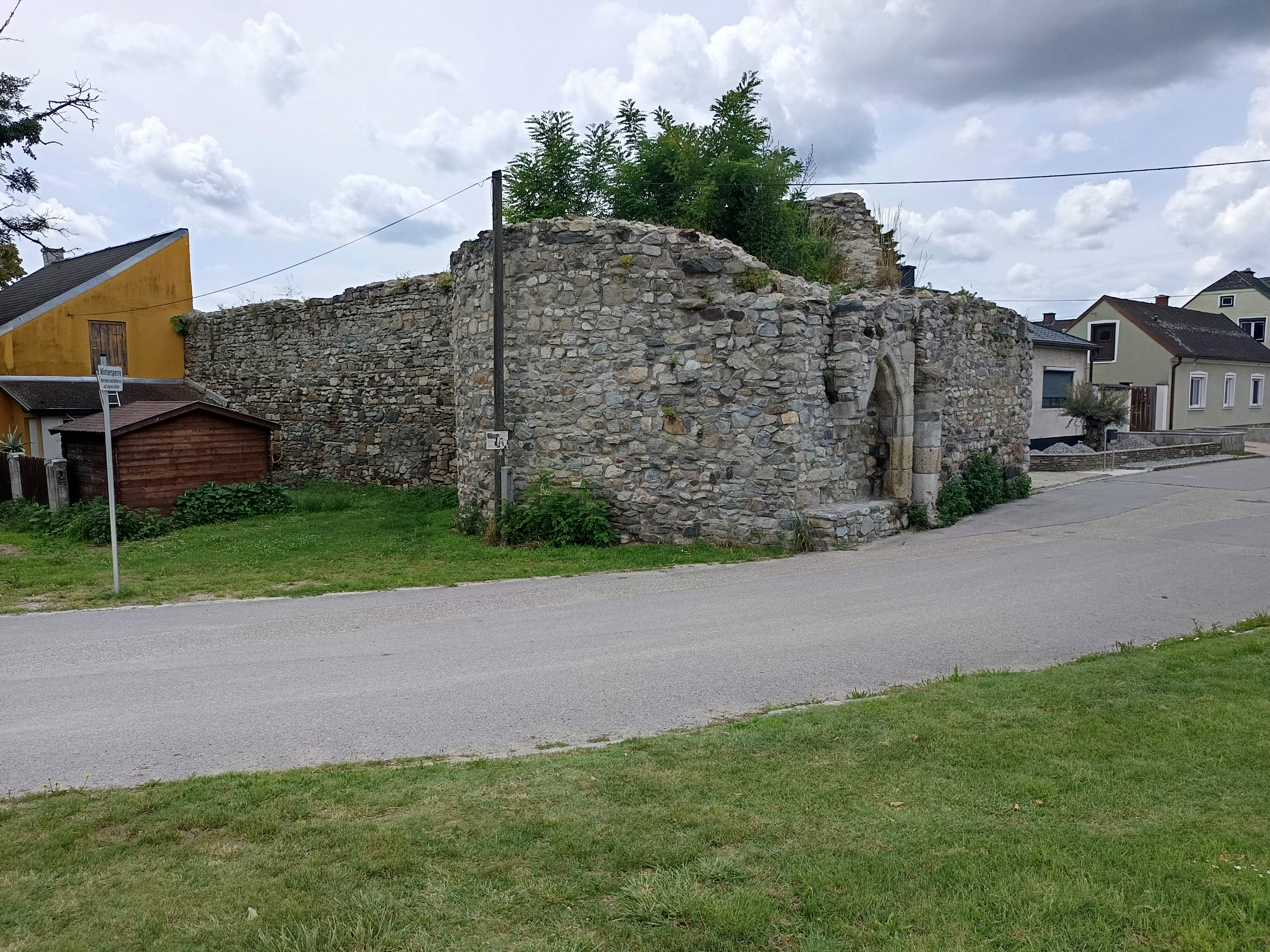
Pohled ze silnice
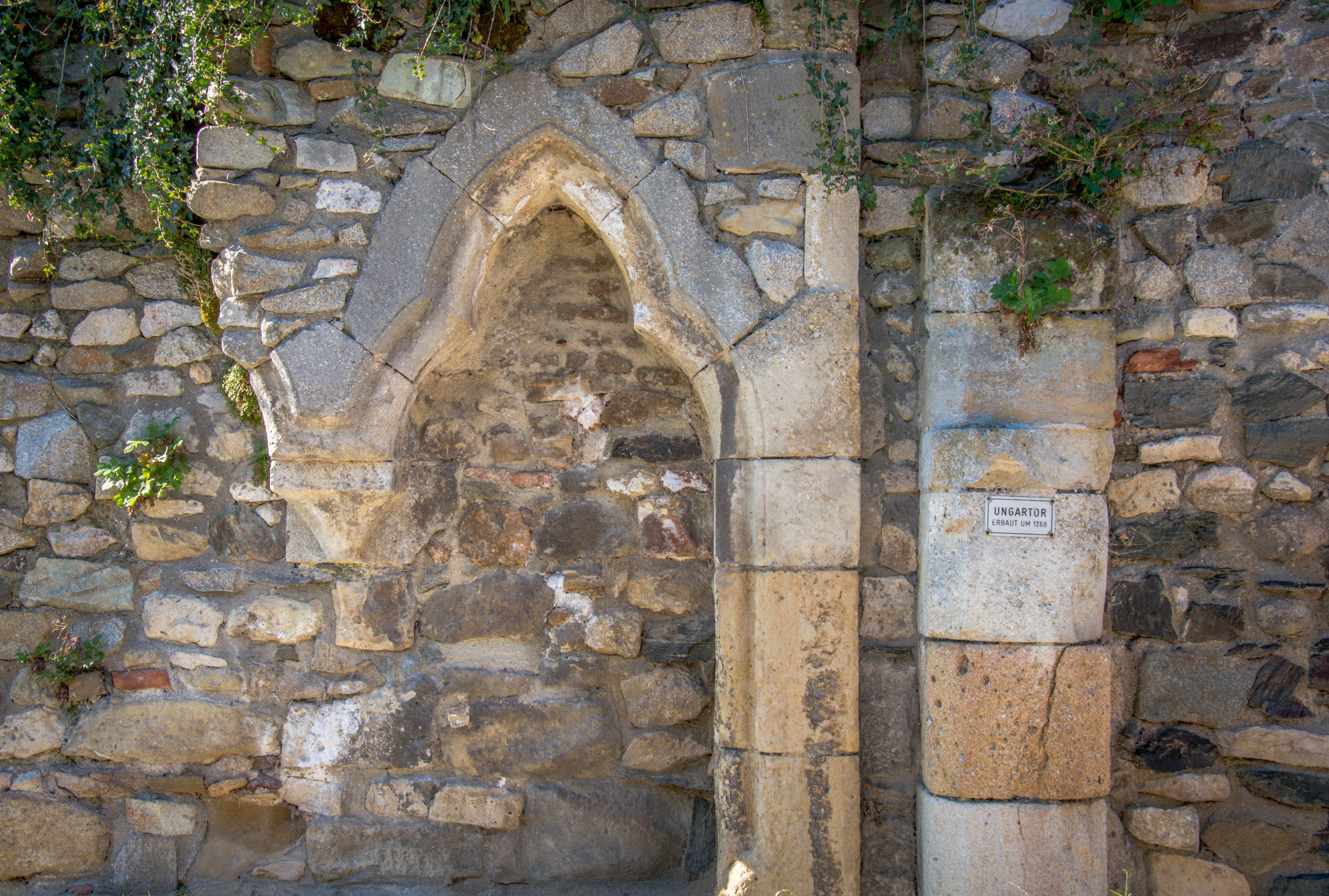
Okno se špičatou klenbou
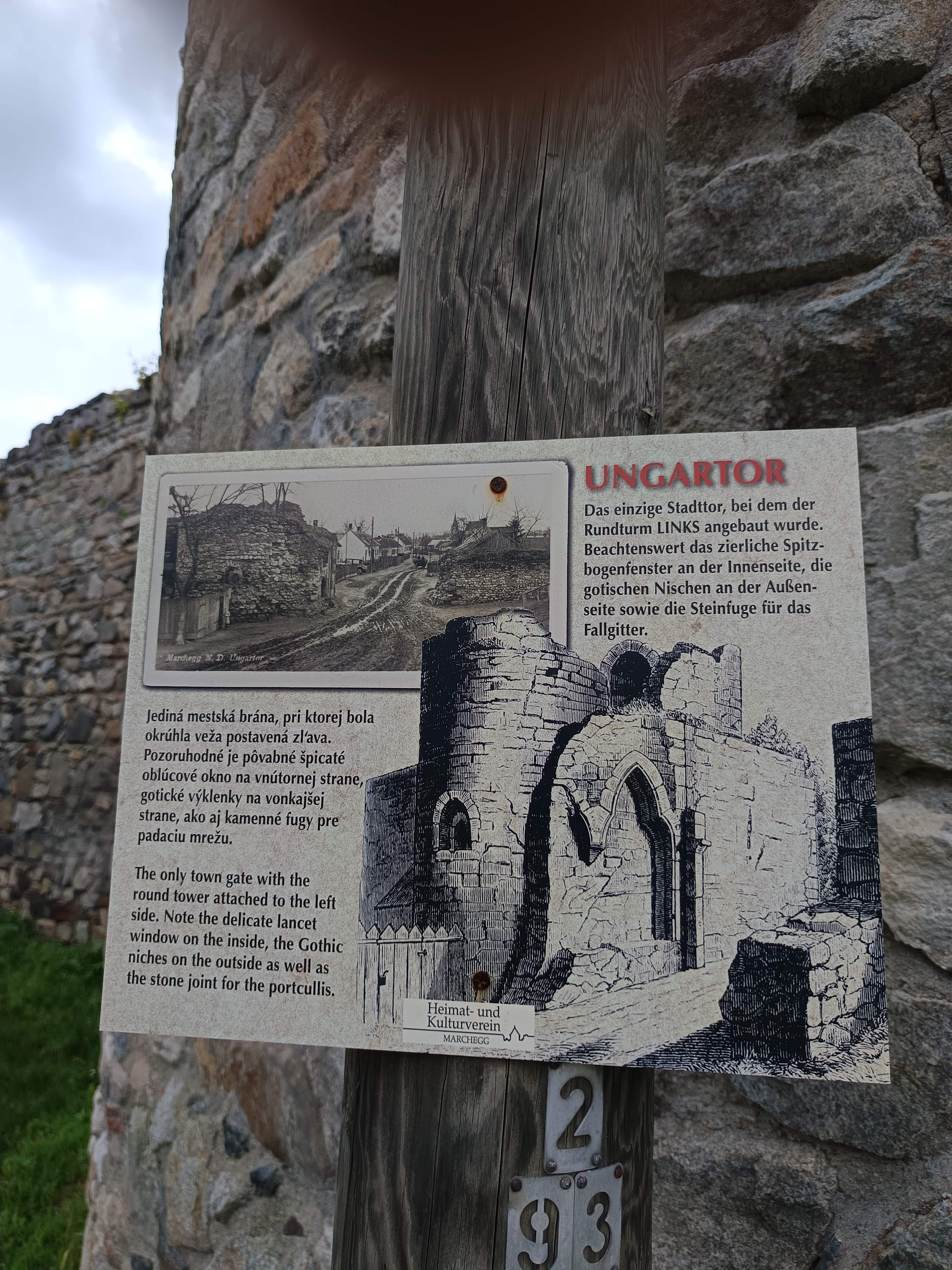
Informační panel